# Microbriza
Microbriza Nicora & Rugolo é um género botânico pertencente à família Poaceae.

## Sinônimo
- Monostemon Henrard (SUI)